# روبرت یوهانسون
روبرت یوهانسون (انگلیسی: Robert Johansson؛ زادهٔ ۲۳ مارس ۱۹۹۰) اسکی‌باز پرش اهل نروژ است.